# 太田陽子
太田 陽子（おおた ようこ、現姓：ハニカット、1975年1月14日 - ）は、日本の元女子走高跳選手である。日本ジュニア日本記録保持者（1m93cm）。兵庫県尼崎市生まれ。神奈川県鎌倉市育ち。湘南工科大学附属高等学校－日本体育大学卒業。

## 経歴
本格的に競技を始めたのは中学2年生からで、中学3年時に通信陸上神奈川県大会にて1m75を跳び注目される。全日本中学選手権は2位。
湘南工科大学附属高等学校在籍時、1m87をマーク、高校総体で優勝。世界ジュニア陸上選手権で5位入賞。
日本体育大学体育学部在籍時、ジュニア日本新記録1m93を樹立。
卒業後はミキハウスに所属。
1998年第13回アジア大会（バンコク）で優勝。
2000年シドニーオリンピックでは予選を突破して決勝に進出。11位に食い込む健闘を見せた。
2003年頃、ハニカットと結婚し、ハニカット姓になる。
2004年陸上部の廃部に伴いミキハウスを退社。日体大ACで競技を続行した。
2007年6月29日の日本選手権が現役最後の大会となった。

## 成績

### 日本選手権
- 5回優勝（1996年、1997年、2000年、2002年、2005年）

### 国際大会
- 1991年　アジア選手権優勝。1m83。
- 1992年　世界ジュニア陸上選手権5位。1m85。
- 1994年　アジア大会4位。1m80｡
- 1998年　アジア選手権2位。1m91｡
- 1998年　アジア大会優勝。1m88｡
- 2000年　シドニーオリンピック11位。予選1m94、決勝1m90。

### 自己記録
- 1m95（2002年。日本歴代2位タイ。南部記念陸上にて樹立）
- 1m93（1993年。現ジュニア日本記録。日本体育大学時スーパー陸上にて樹立）
- 1m87（1992年。高校歴代2位）
- 1m75（1989年。中学歴代7位タイ）

## 備考
- 2006年頃、人材派遣会社に登録して派遣社員として勤務し始める。この様子が読売新聞に取り上げられた。
- 今井美希選手は好敵手で、日本選手権優勝を1995年～2005年の間、2人で分け合った。
- 三段跳においても国体で優勝するなど、一線級の記録を持っていた。